# Genealogie (Nietzsche)
Genealogie betekent voor Nietzsche het onderzoek naar de ontstaansgeschiedenis van begrippen.
In zijn werk wijst Nietzsche, als een historicus, op de ontwikkeling die overtuigingen omtrent bijvoorbeeld de moraal en de menselijke kennis hebben doorgemaakt. Hij is daarbij niet op zoek naar een zuivere oorsprong waarin het exacte wezen of de absolute waarheid zou liggen, maar wijst juist op het toevallige ontstaan van de menselijke opvattingen.

## Genealogie in het werk van Nietzsche
In verschillende werken maakt Nietzsche gebruik van de genealogische geschiedschrijving.
Om twee voorbeelden te noemen: In Zur Genealogie der Moral uit 1887 voert hij het morele onderscheid Goed-Kwaad terug op het zwakke kuddevolk en het onderscheid Goed-Slecht op de krachtige stand der adel. Een genealogie van de rede brengt Nietzsche in Jenseits von Gut und Böse tot het inzicht dat de rede op volkomen 'onredelijke' wijze is ontstaan door een toeval.
Als geschiedkundige methode moet de genealogie volgens Nietzsche het zoeken naar een zuivere oorsprong vervangen. Aan de wortel van wat wij kennen en zijn, ligt niet een absolute Waarheid, maar eerder een toevalligheid. De genealogie moet de geschiedschrijving zijn van de moralen, idealen, metafysische begrippen, de geschiedenis van het vrijheidsbegrip of van het ascetische leven, door hen allen binnen het sociaal-historische kader van toevallige gebeurtenissen te plaatsen. Volgens Nietzsche leeft de mens zonder oorspronkelijke vaste punten en coördinaten te midden van ontelbare verdwenen gebeurtenissen. Met dit in het achterhoofd kan de genealogie, mede volgens Michel Foucault (Nietzsche, la généalogie, l'histoire), gedefinieerd worden als het onderzoek, niet naar de zuivere oorsprong, maar naar de herkomst (Herkunft) en het geleidelijke ontstaan (Entstehung) van zaken.

## Andere auteurs over Nietzsches genealogie
Er zijn veel auteurs die gereflecteerd hebben op Nietzsches genealogie.
De eerder genoemde filosoof Michel Foucault bijvoorbeeld schreef met Nietzsche, la généalogie, l'histoire een belangwekkende analyse van de termen Ursprung, Herkunft en Entstehung bij Nietzsche.
Andere interpreten zijn Talal Asad, C.Janaway en Martin Saar.
Saar legt in zijn Genealogie als Kritik nadruk op het kritische element van de genealogie. Hij verdedigt daarbij dat Nietzsche een nieuwe betekenis heeft gegeven aan de genealogie, die normaliter het onderzoek naar familiebanden inhoudt. Door deze methode nu op bekende opvattingen, idealen en menselijke instituties als de moraal te richten, zou Nietzsche hun positie ondergraven en het zelfverstaan van de mens destabiliseren.
Ook Janaway wijst op de kritische rol van de genealogie bij Nietzsche.
In Zur Genealogie der Moral schrijft Nietzsche bijvoorbeeld dat men de waarde van de morele waarden zelf in twijfel moet trekken. Janaway vraagt zich daarbij af hoe het onderzoek naar de ontstaansgeschiedenis van morele overtuigingen gerelateerd is aan het uiteindelijke waarderen van deze overtuigingen. Volgens Janaway is de genealogie voor Nietzsche slechts een middel om uiteindelijk tot herevaluatie van morele opvattingen te kunnen komen.